# Літохімічні пошуки
Літохімі́чні по́шуки (рос. литохимические поиски, англ. litho-chemical prospecting, нім. lithochemisches Aufsuchen n) — геохімічні методи пошуків родовищ корисних копалин, основані на виявленні підвищених або знижених (в порівнянні з фоном) концентрацій хім. елементів у корінних породах або пухких утвореннях.
Застосовуються для виділення перспективних провінцій, площ, рудних вузлів, виявлення загальних закономірностей розміщення корисних копалин, для оконтурювання рудних полів, пошуків глибоко залеглих прихованих родовищ певних генетичних типів, відбракування зон розсіяної мінералізації і рудовиявів, що не мають пром. значення; для оцінки перспектив родов. на глибину і на флангах, коригування напряму геологорозвідувальних робіт, оцінки комплексності речовинного складу руд; для вивчення міри впливу техногенних чинників на зміну параметрів розподілу хім. елементів в природному геохім. ландшафті. Виділяють Л.п. за первинними ореолами, за вторинними ореолами і за потоками розсіювання.